# Primo Levi
Primo Levi (ur. 31 lipca 1919 w Turynie, zm. 11 kwietnia 1987 tamże) – pisarz i chemik włoski pochodzenia żydowskiego.

## Życiorys

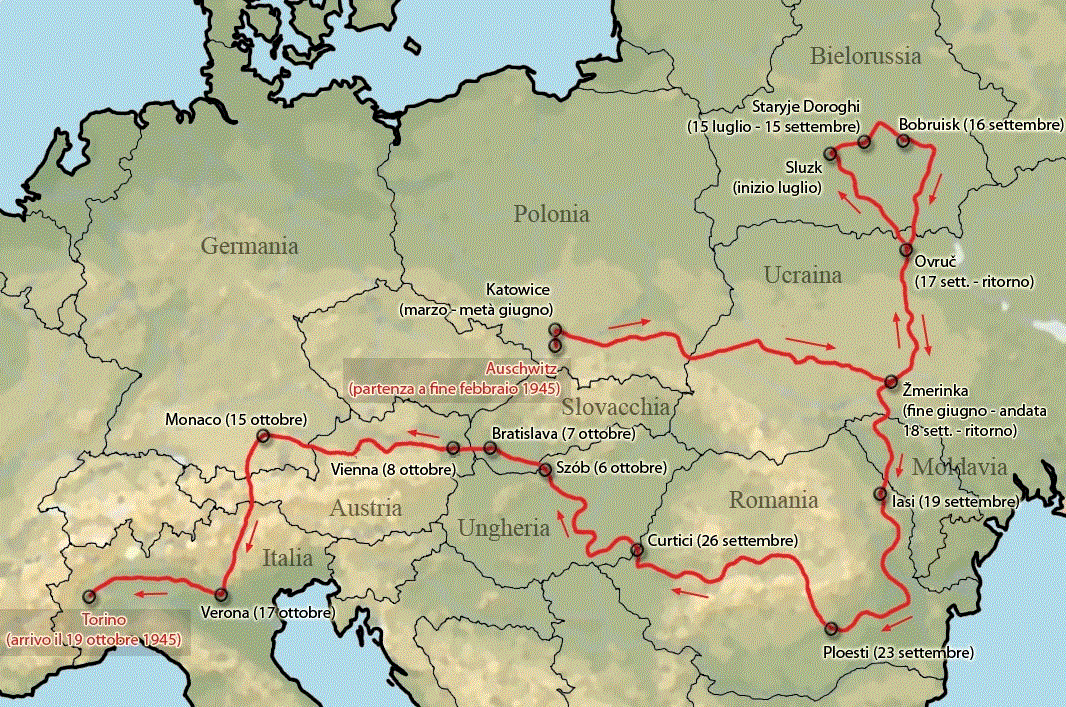
Mapa powrotu Leviego do ojczyzny opisana w książce La tregua

Jako uczestnik ruchu oporu został w 1943 aresztowany przez narodowych socjalistów i deportowany do niemieckiego obozu koncentracyjnego Auschwitz-Monowitz, przeżył dzięki pracy w laboratorium chemicznym. Autor wstrząsających relacji zawartych w utworach autobiograficznych (m.in. Czy to jest człowiek, 1958, wyd. pol. 1978, 1996, 2008, tłum. Halszka Wiśniowska). Pisał również opowiadania fantastycznonaukowe (wybór pol. Najlepsza jest woda, 1983).
Levi jest także autorem książki Pogrążeni i ocaleni (1986, wyd. pol. 2007, tłum. Stanisław Kasprzysiak) – filozoficznego studium nad przyczynami zachowań człowieka w obliczu śmierci i nieludzkiego traktowania w obozie koncentracyjnym.
Dwukrotnie po wojnie odwiedzał Auschwitz, w roku 1965 i 1982.
Zginął, spadając ze schodów w domu, w którym mieszkał. Jego śmierć powszechnie uznano za samobójstwo; niektórzy spośród jego znajomych jednak odrzucają wersję o odebraniu sobie życia, wskazując na fakt, że przed śmiercią Levi miał wiele dalekosiężnych planów, nie pozostawił także żadnej notki czy listu pożegnalnego. Bliska przyjaciółka Leviego, Rita Levi-Montalcini, zwróciła uwagę na fakt, że Levi będąc inżynierem chemikiem, miał do wyboru wiele pewniejszych metod odebrania sobie życia niż upadek ze schodów, który mógł zakończyć się nie zgonem, lecz paraliżem. Twierdziła również, że Levi przed śmiercią narzekał na uporczywe zawroty głowy, co mogłoby wskazywać na nieszczęśliwy wypadek.

## Twórczość
- Se questo è un uomo (1947, pol. wyd. Czy to jest człowiek, 1978, 1996, 2008)
- La tregua (1963)
- Storie naturali (1966)
- Vizio di forma (1971)
- Il sistema periodico (1975, wyd. pol. Układ okresowy, 2011)
- L’osteria di Brema (1975)
- Lilìt e altri racconti (1978)
- La chiave a stella (1978)
- La ricerca delle radici (1981)
- Najlepsza jest woda (1983, tłum. Halszka Wiśniowska, rec. "Fantastyka" 1/84 s. 51)
- Se non ora, quando? (1984)
- Ad ora incerta (1984)
- L’altrui mestiere (1985)
- I sommersi e i salvati (1986, wyd. pol. Pogrążeni i ocaleni 2007)
- Racconti e Saggi (1986)
- The Black Hole of Auschwitz (2005)
- Auschwitz Report (2006)
- A Tranquil Star (2007)
- The Magic Paint (2011)

## Odniesienia w kulturze
- Peter Hammill poświęcił Leviemu utwór „Primo On The Parapet” wydanym na albumie The Noise z 1993.
- Z inspiracji twórczością pisarza niemiecki zespół muzyczny Heaven Shall Burn nagrał dwa utwory: „The Drowned And The Saved” (na albumie Asunder z 2000) na kanwie książki Pogrążeni i ocaleni oraz „If This Is A Man” (wydany na albumach split Heaven Shall Burn & Fall Of Serenity z 1999 oraz The Split Program II z 2005) zainspirowany książką Czy to jest człowiek. Tekst tego drugiego utworu to wiersz autorstwa samego Primo Levi stanowiący wstęp do tejże książki.
- Duńska grupa muzyczna Lack stworzyła utwór „Primo Levi” opublikowany na albumie Be There Pulse z 2005, zainspirowany osobą pisarza.
- (4545) Primolevi – planetoida pasa głównego.
- Wrekmeister Harmonies, amerykańska grupa muzyczna z Chicago nagrała w 2016 roku album „Light Falls” inspirowany przeżyciami autora opisanymi w „If This Is A Man” („Czy to jest człowiek”). W nagraniu uczestniczyli m.in. członkowie grupy Godspeed You! Black Emperor[1].